# AR (EP)
AR è il primo EP della cantante statunitense Addison Rae, pubblicato il 18 agosto 2023 dall'etichetta discografica Sandlot.

## Tracce
1. I Got It Bad – 2:52
2. 2 Die 4 (feat. Charli XCX) – 2:06
3. Nothing On (But the Radio) – 2:29
4. It Could've Been U – 2:15

Traccia bonus nell'edizione Spotify
1. Obsessed – 2:15